# Jabón de coche
Se denomina jabón de coche, de cuche, maya, de pelota, de chibola, o negro, en Centroamérica y principalmente en Guatemala y El Salvador, a un jabón de fabricación artesanal en cuya preparación se utiliza grasa animal (que en la actualidad es normalmente de ganado vacuno), o aceite de semillas (normalmente de aceituno), aunque antiguamente era de cerdo (o coche, origen de su denominación), junto con ceniza de leña y cal. Es característico de este jabón que se suministra "boleado", es decir, en porciones de forma esférica, de distintos tamaños y usos.
En algunos países de Sudamérica, como Colombia, se elabora un jabón similar, en ocasiones también boleado, denominado jabón de la tierra, aunque en su elaboración, a diferencia del jabón de coche, no se utiliza cal.